# زيد الكاظمي
زيد عبد الحسين حسن الكاظمي ، (1910 - 1989) نائب سابق في مجلس الأمة الكويتي، وهو أخ كل من عبد اللطيف الكاظمي النائب السابق في مجلس الأمة الكويتي  وعبد المطلب الكاظمي النائب السابق في مجلس الأمة الكويتي والوزير السابق.
خاض انتخابات مجلس الأمة الكويتي 1963 في الدائرة السابعة، وحصل على 507 أصوات وحل بالمركز الرابع وفاز بالانتخابات ، وشارك في انتخابات مجلس الأمة الكويتي 1967 في الدائرة السابعة، وحصل على 981 صوت وحل بالمركز الأول وفاز بالانتخابات.